# ケビン・ウリエット
ケビン・ロバート・ウリエット（Kevin Robert Ullyett, 1972年5月23日 - ）は、ジンバブエ・ハラレ出身の男子プロテニス選手。ジンバブエの有名なテニス一家「ブラック家」の3人兄弟 (バイロン・ブラック、ウェイン・ブラック、カーラ・ブラック) と並んで、当地を代表するテニス選手の1人として活動してきた。ATPツアーでシングルスの優勝はないが、ダブルスで34勝を挙げた。自己最高ランキングはシングルス107位、ダブルス4位。身長177cm、体重77kg、右利き。

## 来歴
ウリエットは両親が自宅の裏庭に建てたハードコートで、5歳からテニスを始めた。ケビンが7歳の時、一家は南アフリカ共和国のダーバンに引っ越した。1990年にプロ入り。ウリエットは1995年4月に名古屋のチャレンジャー大会でプレーしたことがあり、リーンダー・パエスとペアを組んだダブルスで優勝した。この大会のシングルスでは1回戦で鈴木貴男に勝ったが、準決勝で松岡修造に6-7, 5-7で敗れた。1996年にジャパン・オープン・テニス選手権男子ダブルスにウェイン・ブラックとのペアで出場したが、準々決勝でウッディーズに敗れた。1997年1月末にキングフィッシャー航空テニス・オープンで、マックス・ミルヌイと組んでATPツアーのダブルス初優勝を果たす。1998年12月、ウリエットは自宅を南アフリカから故国ジンバブエに移した。
彼は男子テニスツアーの下部組織の大会で長期間の下積み生活を送ったが、1999年に27歳で男子テニス国別対抗戦デビスカップジンバブエ代表選手に初選出された。2000年シドニー五輪で初めてジンバブエ代表選手に選ばれ、シングルスではクロアチアのイワン・リュビチッチとの2回戦まで進んだが、ウェイン・ブラックと組んだダブルスでは1回戦で敗退する。ウリエットは2000年11月のストックホルム・オープン1回戦でアンドリュー・イリーに2-6, 5-7のスコアで敗退したのを最後に、ATPツアーのシングルスから撤退し、2001年以後はダブルスのみに活動を絞ってきた。
2001年のシーズンから、ウリエットはダブルスの大部分をウェイン・ブラックとのペアで出場するようになった。ウリエットとウェイン・ブラックは2001年全米オープンと2005年全豪オープン男子ダブルスで2勝を挙げた。2度目のオリンピック出場となった2004年アテネ五輪では、2人は準々決勝でインドのマヘシュ・ブパシ/リーンダー・パエス組に敗れている。2004年末には男子テニス年間最終戦テニス・マスターズ・カップ男子ダブルス準優勝があり、ウリエットとウェイン・ブラックは決勝でブライアン兄弟に6-4, 5-7, 4-6, 2-6で敗れた。2005年全豪オープン男子ダブルスではブライアン兄弟を6-4, 6-4で破り、2001年全米オープン以来の4大大会優勝を飾った。
混合ダブルスでのウリエットは、2002年全豪オープンでダニエラ・ハンチュコバと組んだ優勝がある。
ウェイン・ブラックの現役引退により、ウリエットは2006年・2007年の2年間ポール・ハンリーとパートナーを組んだ。2008年は大半の試合でヨナス・ビョルクマンと組み、このコンビで初めてのウィンブルドン選手権男子ダブルス決勝進出を決めた。ウリエットとビョルクマンは決勝でダニエル・ネスター/ネナド・ジモニッチ組に6-7, 7-6, 3-6, 3-6で敗れ、ウリエットはウィンブルドン初優勝のチャンスを逃した。ビョルクマンも2008年に現役を引退したため、ウリエットは2009年シーズンは1試合を除きブルーノ・ソアレスと組んだ。
ウリエットは2010年ウィンブルドン選手権男子ダブルスで1回戦敗退した試合が、最後の出場になった。

## 4大大会ダブルス優勝
- 全豪オープン 男子ダブルス：1勝（2005年）/混合ダブルス：1勝（2002年）
- 全米オープン 男子ダブルス：1勝（2001年）